# 天鹽川
天鹽川（日语：／ Teshiogawa */?）是一條流經北海道北部，注入日本海，天鹽川水系的干流的一級河川。長256km，是日本第四長的河流。由于少有大支流，流域面積為5,590km²是日本第10。
名稱來自阿伊努語的「tes-o-pet」、「tes-us-i」或「tes-un-i」（有魚梁的河流）。

## 流域自治體
北海道
士別市、名寄市、中川郡美深町、音威子府村、中川町、天鹽郡天鹽町、幌延町

## 關連項目
- 北海道遺產

## 外部連結
- 留萌開發建設部　留萌川、天鹽川概要